# Мечтательность (плакат Мухи)
«Мечтательность» — плакат чешского художника Альфонса Мухи, выполненный в технике цветной литографии.
На плакате «мечтательность» символизирует молодая женщина в белых одеждах, которая будто бы отвлеклась на мгновение, листая свой альбом. Мотив мечтающей женщины сливается с обрамляющими её цветами в единый декоративный элемент.